# Violante de Prades de Gandia
Violante de Prades de Gandía (1395 - Barcelona, 18 de febrero de 1471) fue una noble catalana relacionada con Blanes y Hostalric. También conocida como Violante de Cabrera.

## Biografía
Violante era hija de Jaime de Prades (m. 1403) y de Violante de Gandía; se casó cerca del año 1411 con su primo Bernardo Juan de Cabrera, vizconde de Cabrera y conde de Módica. Actuó como regente en el vizcondado, en ausencia de su marido, que se encontraba frecuentemente en Sicilia. En el castillo de Blanes tenía una corte renacentista; hizo construir en la villa una fuente gótica que aún se conserva y sancionaba el privilegio de nombrar síndicos.
Bernardo Juan comandó el ejército que, en el año 1461, fue a Fraga para liberar a Carlos de Viana; pero al inicio de la guerra civil (en mayo del 1462) éste militaba en el bando realista. El ejército del Principado de Cataluña entró en Hostalric y lo llevaron preso a Barcelona. Violante, que tendría alrededor de 70 años, con su marido preso, trabajó a favor de la Generalidad. Los diputados le escribían dándole las gracias por su actuación; elogiaban su fidelidad y le aseguraban que sus acciones serían recordadas. Consiguió que su marido gozara de libertad de movimiento dentro de la prisión y el compromiso de que sería bien tratado. A la vez, tenía contactos con la reina lugarteniente, es decir con el otro bando, para gestionar un intercambio de prisioneros y liberarlo. Su liberación no se resolvería hasta tres años después.
Algunos autores afirman que ella jugaba con dos juegos de cartas, o que ella y su marido estaban en bandos contrarios. No obstante, Violante no estaba realmente en dos bandosː quería liberar a su marido, salvar el maltratado patrimonio de los Cabrera que sería heredado por sus hijos, y defender su propia libertad. Mantuvo una cierta neutralidad y actuó con prudencia. Por ejemplo, cuando la Generalidad nombró capitanes leales para la defensa de los lugares marítimos, Violante escribía a los diputados rechazando su decisión y afirmando que se haría cargo ella misma de la defensa de Blanes. Los diputados la definían como una catalana virtuosa y protectora del orden público. La situación era difícil para aquella mujer que tenía el marido preso por la Generalidad, la familia luchando en el bando realista, parte de sus tierras ocupadas por los remensas y otra parte por los militares leales a la Generalidad.
Cuando Bernardo fue liberado a finales del 1465, continuó luchando a favor de Juan II; participó en la batalla de Calaf, victoriosa para los realistas; pero sin poder recuperar su basto patrimonio, marchó hacia el reino de Sicilia, donde falleció al año siguiente. Violante se quedó en Cataluña y fue encarcelada y posteriormente liberada, cuando pudo recobrar parte de las rentas, mientras que el resto de bienes de la familia fue repartido entre los leales al condestable y su sucesor, el duque de Lorena. Ella quiso volver a mostrar su neutralidad asistiendo al entierro del duque, pero jamás volvió a recuperar la totalidad de sus tierras.
Violante de Prades, conocida como Violante de Cabrera, tuvo tres hijos y una hija, además el marido dejaba un puñado de hijos e hijas ilegítimos. Falleció en Barcelona, en su casa de la calle Mercaders, en febrero de 1471; sus restos fueron llevados a Sicilia y enterrados en la iglesia de Ragusa al lado de su marido.